# サザンメリーランド・ブルークラブス
サザンメリーランド・ブルークラブス（Southern Maryland Blue Crabs）は、プロ野球独立リーグのアトランティックリーグに加盟している野球チーム。本拠地は、アメリカ合衆国メリーランド州ウォルドーフ。

## 概要
2006年に創設され、2008年からアトランティックリーグに加盟し、活動を行なっている。
2009年、ディビジョン優勝を果たし、チャンピオンシップ・シリーズに進出するも敗れた。
2016年にリーグ再編のため、リバティ・ディビジョンからフリーダム・ディビジョンへ変更となった。

## 所属選手
| 投手 - 23 ブライアン・ベイカー (Brian Baker) - 46 ジェイク・ブラウン (Jake Brown) - 12 ブライアン・バレス (Brian Burres) - 16 エリック・ハムレン (Erik Hamren) - 40 ライアン・ヒンソン (Ryan Hinson) - 3 ウェイド・コルピ (Wade Korpi) - 21 イアン・マーシャル (Ian Marshall) - 28 エリック・マッシンガム (Eric Massingham) - 30 エドゥアルド・モルラン (Eduardo Morlan) - 14 ピート・パリーゼ (Pete Parise) - 32 アンソニー・スラマ (Anthony Slama) - 48 ショーン・トーラー (Sean Toler) - 34 ジム・エド・ワーデン (Jim Ed Warden) | 捕手 - -- ジョン・ボウデン (John Bowden) - -- グスタボ・モリーナ (Gustavo Molina) - 17 ディロン・ウシアク (Dillon Usiak) 内野手 - 7 ジャレッド・マクドナルド (Jared McDonald) - -- ヘスス・メルチャン (Jesús Merchán) - 2 ジェイク・オピッツ (Jake Opitz) - -- レニー・オスナ (Renny Osuna) - 10 ニック・スフワーネル (Nick Schwaner) - 44 C・J・ジーグラー (C.J. Ziegler) 外野手 - 11 ブライアン・バートン (Brian Barton) - 15 サイル・ハンカード (Cyle Hankerd) - 38 ホセ・フリオ-ルイス (Jose Julio-Ruiz) - 25 ジェレミー・オーウェンス (Jeremy Owens) |
| * アクティブロースター外 2014年10月16日更新 [公式サイト(英語)より：ロースター] | |

## 過去に所属していた主な選手
- ヘクター・アルモンテ (2008、元：読売ジャイアンツ)
- パット・マホームズ (2008、元：横浜ベイスターズ)
- ジョン・ハラマ (2008、2009、元：シアトル・マリナーズ他)
- ケニー・レイボーン (2009、元：広島東洋カープ)
- マック鈴木 (2009)
- リッキー・バレット (2010、元：東京ヤクルトスワローズ)
- ブランドン・マン (2010、元：横浜DeNAベイスターズ)
- ライアン・スパイアー (2010、2012、元：東北楽天ゴールデンイーグルス)
- イギー・スアレス (2011)
- ニック・グリーン (2011 - 2012　元：義大ライノズ)
- ハンター・ジョーンズ (2012、元：ボストン・レッドソックス他)
- アンヘル・サンチェス (2014、元：ヒューストン・アストロズ他)
- フレッド・ルイス (2015 - 2016　元：元広島東洋カープ)
- スティーブ・ロンバードージー・ジュニア (2016)
- ジャスティン・デフレイタス (2017)
- パット・ミッシュ (2017､元:オリックス・バファローズ)